# Acanthastrea lordhowensis
Acanthastrea lordhowensis е вид корал от семейство Mussidae. Видът е почти застрашен от изчезване.

## Разпространение
Разпространен е в Австралия, Британска индоокеанска територия, Вануату, Виетнам, Джибути, Еритрея, Йемен, Индонезия, Кения, Китай, Коморски острови, Мавриций, Мадагаскар, Майот, Малайзия, Мозамбик, Нова Каледония, Остров Норфолк, Папуа Нова Гвинея, Провинции в КНР, Реюнион, Саудитска Арабия, Сейшели, Сингапур, Соломонови острови, Сомалия, Тайван, Тайланд, Танзания, Филипини и Япония.